# Häinsaaret
Häinsaaret är en ö i Finland. Den ligger i sjön Suontee och i kommunen Joutsa i den ekonomiska regionen  Joutsa ekonomiska region  och landskapet Mellersta Finland, i den södra delen av landet, 190 km norr om huvudstaden Helsingfors. Öns area är 33 hektar och dess största längd är 1,1 kilometer i nord-sydlig riktning.  Notera att namnet antyder att det är fråga om flera öar.